# Alfred Krauße

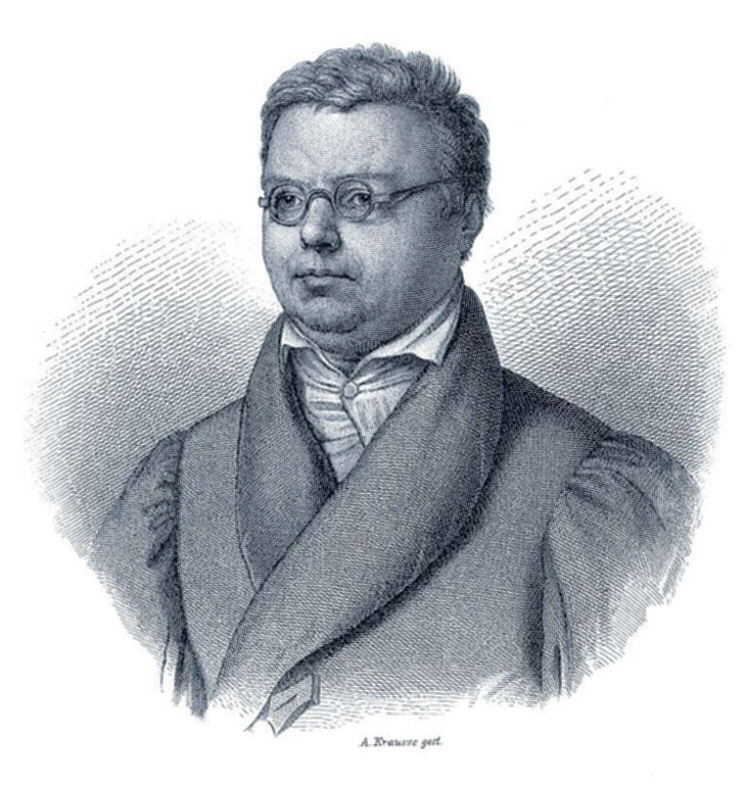
Porträt von Friedrich Arnold Brockhaus von Alfred Krauße

Alfred Lorenz Krauße (* 12. Februar 1829 in Lößnitz; † 20. August 1894 in Leipzig) war ein deutscher Maler, Kupfer- und Stahlstecher, von dem zahlreiche Werke, vor allem Buchillustrationen, Landschaften und Porträts, überliefert sind.
Er stammte aus dem Erzgebirge und war einer der Schüler des englischen Zeichners Henry Winkles in Karlsruhe. Sein Lebensmittelpunkt war die sächsische Messestadt Leipzig, wo er auch starb.